# Ladakh
Ladakhul este o regiune administrată de India ca teritoriu unional și fiind parte a unei regiuni mai largi, Cașmirul, care este disputată de India, Pakistan și China din 1947. Se învecinează cu Regiunea Autonomă Tibet la est, cu statul indian Himachal Pradesh la sud, cu teritoriul unional indian Jammu și Cașmir și cu teritoriul administrativ pakistanez Gilgit-Baltistan la vest și cu colțul de sud-vest al Xinjiangului dincolo de pasul Karakoram la nord. Se întinde de ghețarul Siachen în lanțul muntos Karakoram la nord până la lanțul principal al Himalayei la sud. Platoul nelocuit Aksai Chin, situat la est de Ladakh, este revendicat de guvernul indian ca parte a Ladakhului, însă se află sub control chinez din 1952. Până în 2019 Ladakhul era o regiune a statului Jammu și Cașmir. În august 2019 Parlamentul indian a adoptat un act prin care Ladakhul a devenit un teritoriu unional din 31 octombrie 2019.
În trecut importanța Ladakhului era determinată de poziția sa strategică la răscrucea unor importante drumuri comerciale, dar de când autoritățile chineze au închis granița dintre Regiunea Autonomă Tibet și Ladakh în anii 1960, afacerile internaționale s-au redus, cu excepția turismului. Din 1974 guvernul indian a încurajat cu succes turismul în Ladakh. Dat fiind că Ladakhul face parte din regiunea de importanță strategică Cașmir, armata indiană menține o prezență puternică în această zonă.
Cel mai mare oraș în Ladakh este Leh, urmat de Kargil, fiecare din ele fiind reședință de district. Districtul Leh este format din văile râurilor Indus, Shyok și Nubra. Districtul Kargil cuprinde văile râurilor Suru, Dras și Zanskar. Zonele cele mai populate sunt văile, dar și pe versanții munților locuiesc nomazii-păstori changpa. Grupurile religioase principale sunt musulmanii (în cea mai mare parte șiiți) – 46%, budiștii tibetani - 40%, hinduiștii - 12% și alții - 2%. Ladakhul este una dintre cele mai rar populate regiuni ale Indiei. Pentru că istoria și cultura sa sunt strâns înrudite cu cele ale Tibetului, este cunoscut ca „Micul Tibet”.
Ladakhul este cel mai întins și penultimul ca populație teritoriu unional din India.